# Fille à pédés
Pour les articles homonymes, voir FAP.

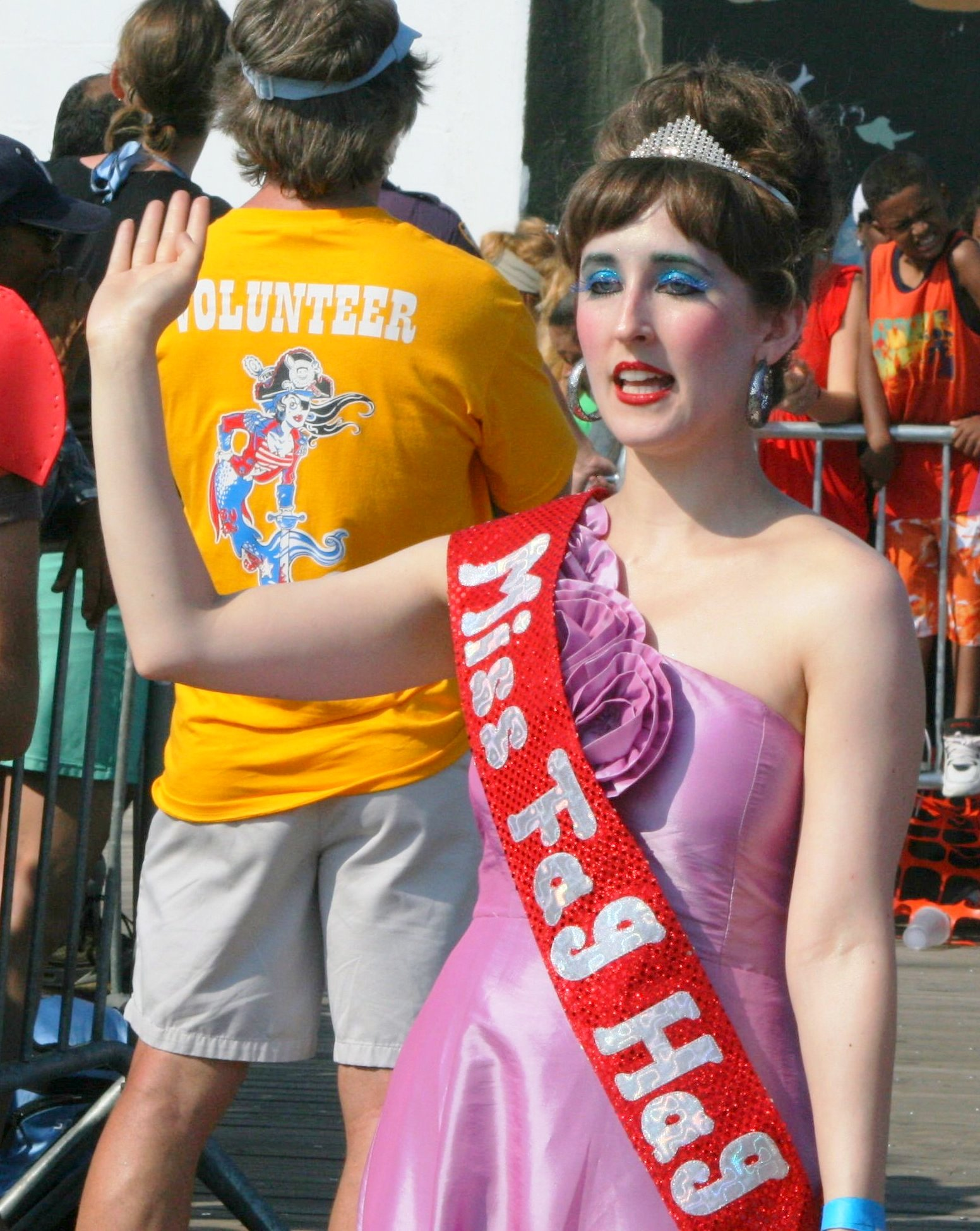
« Miss Fag Hag » (« Miss fille à pédés ») lors de la Mermaid Parade à Coney Island, en 2010.

Fille à pédés est une expression qui qualifie l’attitude d’une femme, souvent hétérosexuelle, fréquentant des hommes homosexuels avec assiduité. Le diminutif « FAP » est aussi parfois utilisé.

## Description
Cette expression peut avoir une connotation vulgaire, mais la reprise du terme péjoratif « pédé » peut aussi souligner son affranchissement des préjugés.
Ce rapprochement a pu être vu comme l’expression d’une complicité dans l’attirance pour les hommes.
Certains cas peuvent relever du défi que représente la recherche d’un amour inaccessible (comme Marguerite Yourcenar, qui vécut avec un homosexuel, ou Marguerite Duras et Yann Andréa).
La plupart des cas montrent cependant que les homosexuels peuvent surtout intéresser les femmes (lesbiennes ou hétérosexuelles) désireuses d’établir une amitié avec un homme sans qu’il y ait d’ambiguïté, de tentative de séduction.
De la même façon on peut parler de « mec à gouines ».
Dans le champ des représentations culturelles, les références abondent.

## Dans la littérature
- Dans Les Chroniques de San Francisco d’Armistead Maupin, le personnage de Mona se reproche d’être une « fille à pédés » (« fag hag »).

- En 2003, le magazine Têtu a inauguré la chronique d’une fille à pédés, qui caricaturait la superficialité d’une jeune femme et de ses amis homosexuels.

- Au Japon, il existe un genre de mangas à part entière (qui a son rayon au même titre que « humour », « science-fiction », etc.) : le Shōnen-ai ou Boy’s Love. Ce sont les mangas dont les protagonistes sont des hommes homosexuels mais dont le public cible est constitué de femmes. Les fans de ces mangas sont surnommées fujoshi.

## Dans la chanson
- Dans Starmania (1978), la chanson Un garçon pas comme les autres (Ziggy), parle d’une fille amoureuse d’un jeune homme aimant les garçons.
- Clarika se révèle curieuse de ce que font Les garçons dans les vestiaires en 2001.
- Une des chansons de l’album de Lorie (2lor en moi ?, sorti en 2007), s’intitulant Un garçon, reprend le thème de Ziggy en évoquant l’amour-amitié qu’une fille porte à l’égard d’un garçon qui en aime un autre.
- Sur l’album It’s Not Me, It’s You (2009) de Lily Allen, une chanson s’intitule « Fag Hag ». Elle explique les affinités qu’une femme et un homosexuel peuvent avoir en amitié.

## Au cinéma
- Dans Soudain l’été dernier (1959) de Joseph L. Mankiewicz, Catherine, interprétée par Elizabeth Taylor, fascinée par son cousin, accepte de l’accompagner pour attirer les hommes qu’il recherche.
- Dans Un pyjama pour deux (1961), Rock Hudson interprète un homme qui cherche à passer pour homosexuel afin d’approcher la femme qu’il aime.
- Dans Pédale douce (1996) et Pédale dure (2004), Fanny Ardant et Michèle Laroque interprètent respectivement des femmes hétérosexuelles partageant la vie d'homosexuels.
- Dans Folle d'elle (1998), Marc (Jean-Marc Barr) se fait passer pour un homo pour approcher Lisa (Ophélie Winter).
- Madonna et Rupert Everett dans Un couple presque parfait (2000) interprètent une femme hétérosexuelle et son meilleur ami gay. À la différence du Mariage de mon meilleur ami, où Everett est le confident gay du personnage interprété par Julia Roberts, Un couple presque parfait tourne autour de leur relation, et de l’utilisation qu’en fait le personnage joué par Madonna.
- Dans Eating Out (2004), Scott Lunsford interprète un jeune homme, Caleb, qui en suivant les conseils de son ami gay décide de se faire passer pour homosexuel afin de séduire une fille qui l’attire et qui est réputée comme une « fille à pédés » dont le meilleur ami est homosexuel. Le terme de « Fag Hag » est d’ailleurs visible à un moment dans le film.
- Un amour à taire (2005), mettant en scène une jeune fille amoureuse de son ami d'enfance, sans savoir que ce dernier est homosexuel.
- Dans Glee, Tina est qualifiée par Kurt de FAP dans l'épisode I do.
- Dans Sex and the City, Carrie Bradshaw a pour meilleur ami homosexuel Stanford Blatch.
- Dans Kick Ass (2010), Katie Deauxma se rapproche du héros Dave Lizewski parce qu'elle le suppose homosexuel et pense ainsi pouvoir se confier à lui sans ressentir de gêne. Elle en profite également pour lui demander son avis sur un garçon du lycée[7].